# Zhang Lirong
Zhang Lirong, född den 3 mars 1973, är en kinesisk före detta friidrottare som tävlade i medeldistanslöpning.
Zhang var en av de kinesiska friidrottare som under mitten av 1990-talet gjorde fantastiska resultat inom medeldistanslöpningen. Hon slutade 1992 trea vid junior-VM på 3 000 meter. 1993 blev hon bronsmedaljör på 3 000 meter vid VM i Stuttgart. 
Samma år vann hon guld på 3 000 meter vid östasiatiska spelen. Hon blev tvåa på 10 000 meter vid asiatiska mästerskapen i friidrott. Året efter slutade hon tvåa i maraton vid Asiatiska spelen. Men efter 1994 har hon inte tävlat vid något internationellt mästerskap.

## Personliga rekord
- 1 500 meter - 3.59,70 från 1993
- 3 000 meter - 8.21,84 från 1993
- 10 000 meter - 31.09,52 från 1993